# Incendie du tunnel de Salang de 2022
 (décembre 2022).
L'incendie du tunnel de Salang de 2022 est survenu le 18 décembre 2022 à 20 h 30 lorsqu'un camion-citerne a explosé dans le tunnel de Salang, en Afghanistan, tuant au moins 20 personnes et faisant 37 blessés, dont des femmes et des enfants,,.

## Contexte
Le tunnel de Salang est connu pour être l'un des tunnels les plus dangereux au monde. En raison du manque de ventilation et d'éclairage, la poussière et les fumées réduisent la visibilité à quelques mètres seulement.
Auparavant, un incendie en 1982 (en) avait tué 176 personnes, ainsi qu'un autre en 1980, qui avait tué 16 militaires soviétiques.

## Conséquences
Selon Said Himatullah Shamim, porte-parole de la province de Parwan, des survivants de l'explosion sont toujours enterrés sous les décombres, et le nombre de victimes, dont des femmes et des enfants, devrait grimper. La cause de l'incident n'était pas immédiatement connue.
Selon le Dr Abdullah Afghan, un représentant local du département de la santé de Parwan, les victimes comprenaient deux enfants et dix femmes. Certaines des victimes étaient si grièvement brûlées qu'il était impossible de les identifier.

## Sauvetage
Molvi Hamidullah Misbah, porte-parole du ministère des Travaux publics, a déclaré plus tôt dimanche que l'incendie avait déjà été éteint et que les secouristes tentaient toujours de nettoyer le tunnel.